# Comissari Europeu de Relacions Exteriors i Política Europea de Veïnatge
El Comissari Europeu de Relacions Exteriors i Política Europea de Veïnatge fou un membre de la Comissió Europea responsable de les relacions exteriors de la Unió Europea.

## Eliminació del càrrec
Amb la renovació de la Comissió Barroso el 9 de febrer de 2010, les funcions d'aquest comissari foren eliminades i transmeses als nous càrrecs de l'Alt Representant de la Unió per a Assumptes Exteriors i Política de Seguretat (Catherine Ashton) i Comissari Europeu d'Ampliació i Política Europea de Veïnatge (Štefan Füle).

## Llista de Comissaris de Relacions Exteriors
| Comissió                                          | Inici                  | Finalització           | Nom           | País    | Partit |
| Hallstein I                                       |                        |                        |               |         |        |
| ------------------------------------------------- | ---------------------- | ---------------------- | ------------- | ------- | ------ |
| Hallstein I                                       | 7 de gener de 1958     | 9 de gener de 1962     | Jean Rey      | Bèlgica | PRL    |
| Hallstein II                                      |                        |                        |               |         |        |
| 10 de gener de 1962                               | 30 de juny de 1967     | Jean Rey               | Bèlgica       | PRL     |        |
| Rey                                               |                        |                        |               |         |        |
| 2 de juliol de 1967                               | 30 de juny de 1970     | Edoardo Martino        | Itàlia        | ind.    |        |
| Malfatti                                          |                        |                        |               |         |        |
| 1 de juliol de 1970                               | 21 de març de 1972     | Jean Deniau            | França        | UDF     |        |
| Mansholt                                          |                        |                        |               |         |        |
| 22 de març de 1972                                | 5 de gener de 1973     | Jean Deniau            | França        | UDF     |        |
| Ortoli                                            |                        |                        |               |         |        |
| 6 de gener de 1973                                | 5 de gener de 1977     | Christopher Soames     | Regne Unit    | Con.    |        |
| Jenkins                                           |                        |                        |               |         |        |
| 6 de gener de 1977                                | 5 de gener de 1981     | Wilhelm Haferkamp      | Alemanya      | SPD     |        |
| Thorn                                             |                        |                        |               |         |        |
| 6 de gener de 1981                                | 5 de gener de 1985     | Wilhelm Haferkamp      | Alemanya      | SPD     |        |
| Delors I                                          |                        |                        |               |         |        |
| 6 de gener de 1985                                | 5 de gener de 1989     | Claude Cheysson        | França        | PS      |        |
| 6 de gener de 1985                                | 5 de gener de 1989     | Willy De Clercq        | Bèlgica       | VLD     |        |
| Delors II                                         |                        |                        |               |         |        |
| 6 de gener de 1989                                | 5 de gener de 1993     | Frans Andriessen       | Països Baixos | CDA     |        |
| 6 de gener de 1989                                | 5 de gener de 1993     | Abel Matutes           | Espanya       | PP      |        |
| Delors III                                        |                        |                        |               |         |        |
| 6 de gener de 1993                                | 22 de gener de 1995    | Hans van den Broek     | Països Baixos | CDA     |        |
| Santer                                            |                        |                        |               |         |        |
| 23 de gener de 1995                               | 15 de març de 1999     | Leon Brittan           | Regne Unit    | Con.    |        |
| Marín                                             |                        |                        |               |         |        |
| 16 de març de 1999                                | 15 de setembre de 1999 | Leon Brittan           | Regne Unit    | Con.    |        |
| Prodi                                             |                        |                        |               |         |        |
| 16 de setembre de 1999                            | 21 de novembre de 2004 | Chris Patten           | Regne Unit    | Con.    |        |
| Barroso I                                         |                        |                        |               |         |        |
| 22 de novembre de 2004                            | 1 de desembre de 2009  | Benita Ferrero-Waldner | Àustria       | ÖVP     |        |
| Comissari Europeu de Política Europea de Veïnatge |                        |                        |               |         |        |
| Barroso I                                         |                        |                        |               |         |        |
| 1 de desembre de 2009                             | 9 de febrer de 2010    | Benita Ferrero-Waldner | Àustria       | ÖVP     |        |
| Càrrec abolit                                     |                        |                        |               |         |        |